# Escola de dansa

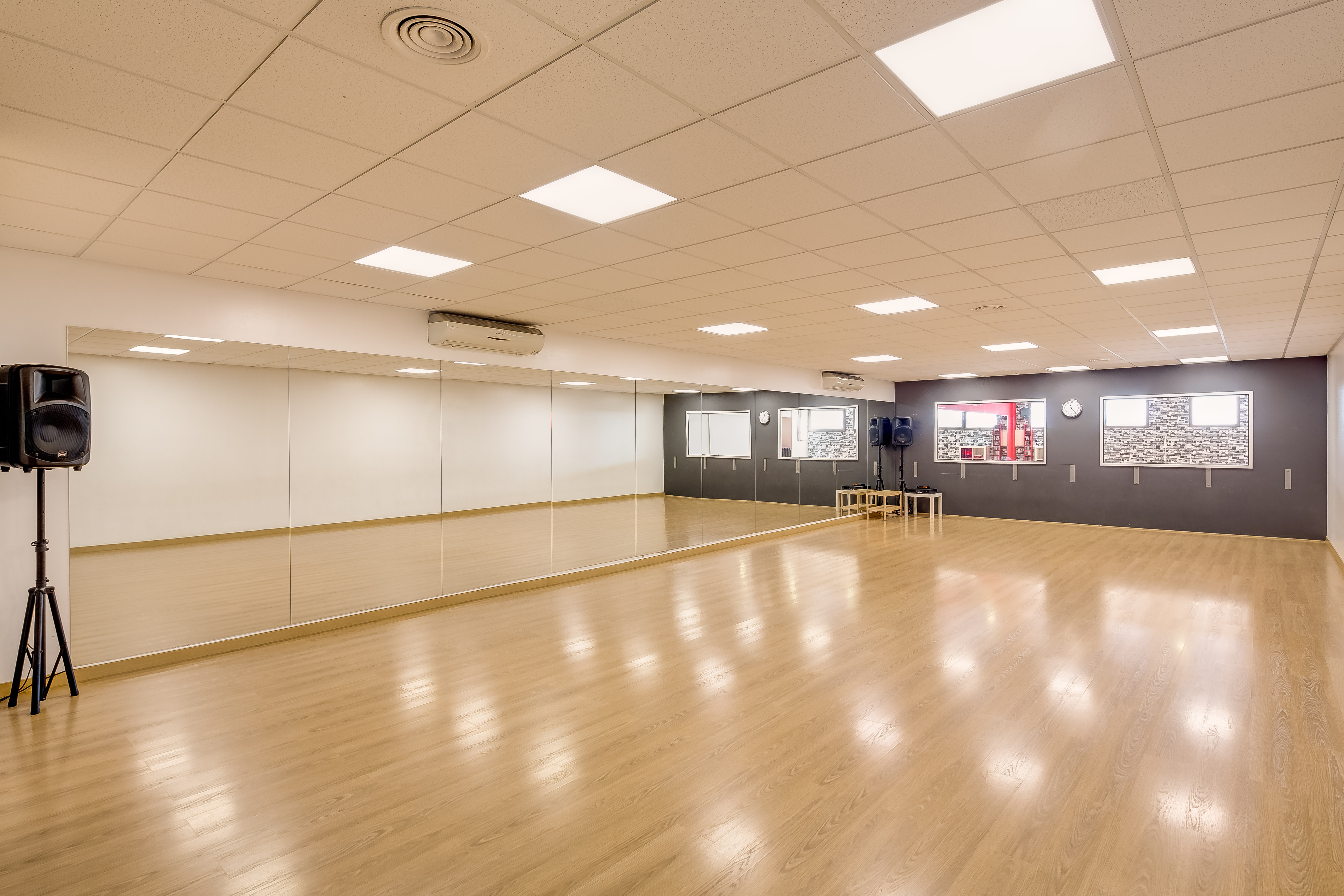

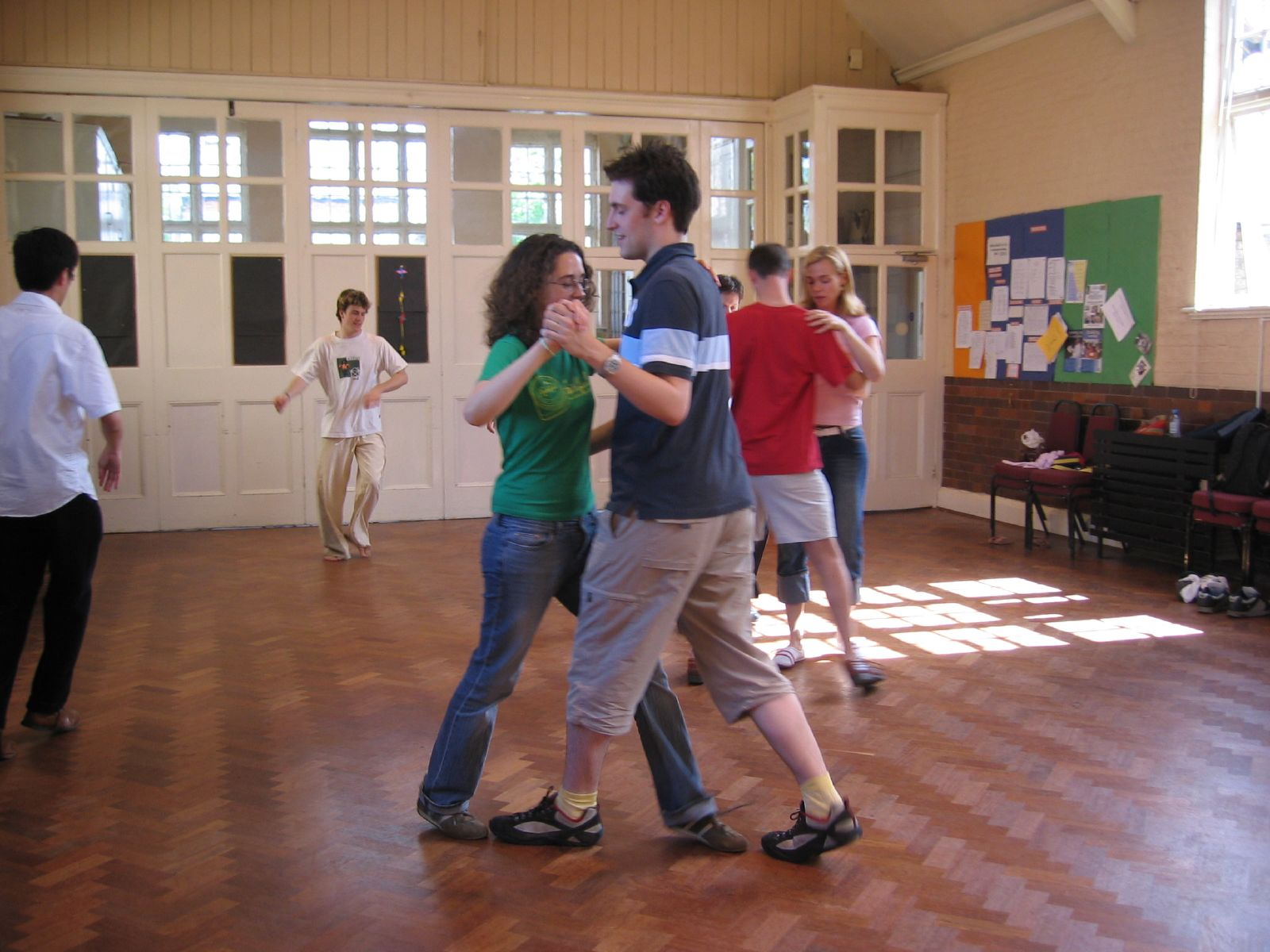
Classe de ball al College, Cambridge

Una escola de dansa és un espai en què els ballarins aprenen i assagen l'art de la dansa. El terme s'utilitza normalment per descriure un espai que ha estat construït o adaptat per al propòsit.
Un estudi de ball normalment inclou un sòl llis que cobreix o, si s'utilitza per al claqué, per un pis de fusta. El revestiment de sòl de vinil llis, també conegut com una superfície rendiment i comunament anomenat Marley, en general, no està fixada permanentment a terra subjacent i pot ser enrotllat i es transporta als llocs de rendiment, si cal.
Altres característiques comunes d'una escola de dansa és que inclouen una barra, que pot ser o bé fixada a la paret o ser un dispositiu de moviment independent que està aproximadament a l'altura de la cintura i s'utilitza com un mitjà de suport. A mesura que la música és una part integral de la dansa, gairebé tots els estudis de dansa tenen un sistema de so per a la reproducció de música o disc compacte a través d'un dispositiu habilitat per a Bluetooth; un comandament a distància és essencial per al sistema de so perquè sigui fàcil per l'instructor per repetir passatges musicals, segons sigui necessari. Un piano encara s'utilitza comunament per acompanyar ballet i claqué, especialment en els estudis professionals.
En els estudis de dansa és típic que almenys una paret estigui coberta per miralls, que són utilitzats pels ballarins per veure la seva posició i alineació corporal. Altres elements essencials en qualsevol estudi de ball són una taula per a portàtils de mestres.